# ۹۷۰ (خورشیدی)
۹۷۰ نهصد و هفتاد و یکمین سال هجری خورشیدی است.

## رویدادها
- ۲۱ فروردین – حرکت ناوگان جیمز لنکستر از انگلستان به سمت شرق. این سرآغاز نفوذ کمپانی هند شرقی بریتانیا در شرق بود.